# Передерий, Владимир Григорьевич
Владимир Григорьевич Передерий (22 октября 1959, Шахты — 26 января 2019, Новочеркасск) — российский промышленник и учёный, профессор, доктор технических наук, ректор ЮРГПУ (НПИ).
Является автором 37 научных статей и 1 монографии.

## Биография

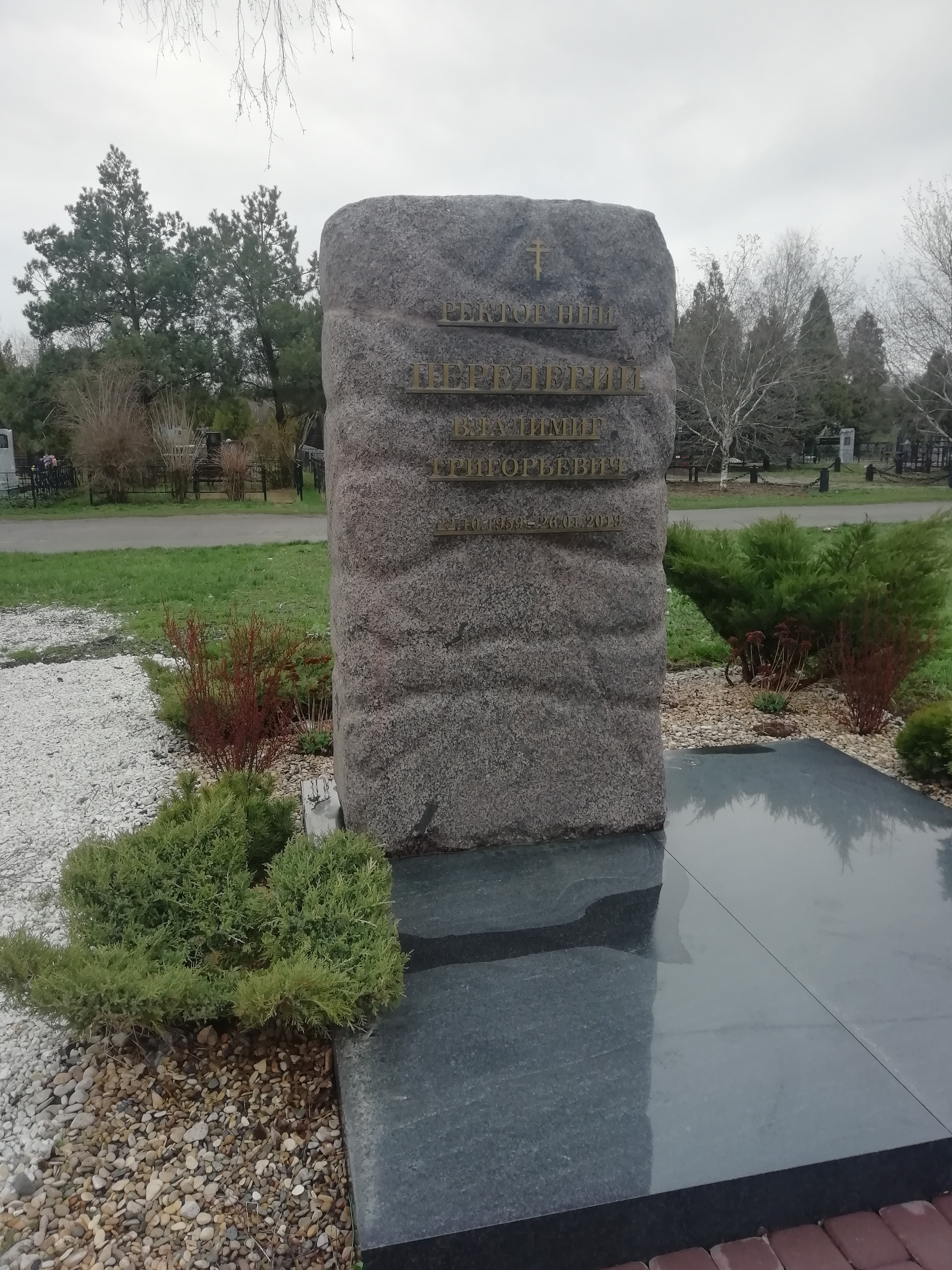
Могила В. Г. Передерия в Новочеркасске

Владимир Григорьевич Передерий родился 22 октября 1959 года в городе Шахты Ростовской области.

### Образование
В 1983 году окончил Новочеркасский политехнический институт по специальности «Автомобили и автомобильное хозяйство», инженер-механик.
В 1998 году окончил Высшую школу Приватизации и Предпринимательства России по специальности арбитражный управляющий.
В 2002 году окончил Всероссийскую академию внешней торговли (Москва, специальность: мировая экономика, экономист).
В 1999 году защитил кандидатскую диссертацию, в 2003 году — докторскую.

### Деятельность
В 1983—1984 годах — заместитель секретаря комитета ВЛКСМ Новочеркасского политехнического института.
В 1984—1986 годах — секретарь Новочеркасского городского комитета ВЛКСМ.
В 1992 году основал и свыше пяти лет руководил работой ЗАО «Алеко-Юг» (региональный технический центр по реализации и техническому обслуживанию автомобилей завода «Москвич»).
В 1998 году в качестве внешнего управляющего возглавил процесс по выводу из банкротства градообразующего предприятия Новочеркасска — «Новочеркасского электровозостроительного завода» (НЭВЗ). В этой должности оставался до 2004 года.
В 2004—2006 годах работал генеральным директором ЗАО «Донавтотранс».
C сентября 2005 года работает профессором кафедры «Автомобильный транспорт и организация дорожного движения» ЮРГТУ (НПИ).
В 2006—2008 годах являлся исполнительным вице-президентом Российского Союза промышленников и предпринимателей (РСПП).
В 2009 году был назначен министерством образования и науки ректором Южно-Российского государственного технического университета.
Умер 26 января 2019 года, похоронен на Новом кладбище Новочеркасска.
Был женат, имел дочь.

## Память

Памятная доска на Главном корпусе ЮРГПУ (НПИ)

- На главном корпусе ЮРГТУ (НПИ) В. Г. Передерию установлена мемориальная доска.

## Награды
- За существенный вклад в развитие отечественной промышленности и предпринимательства был награждён медалью ордена «За заслуги перед Отечеством» II степени (2008).[4] В 2015 году награждён медалью ордена «За заслуги перед Отечеством» I степени[5].
- За долгосрочное и плодотворное сотрудничество с союзом машиностроителей России в 2017 году награждён медалью «За доблестный труд» (Российская Федерация)[6].
- За большой личный вклад в развитие отечественной науки, подготовку и воспитание научных кадров было присвоено звание «Почетный работник науки и техники Российской Федерации» 23 сентября 2016 г. Приказ № 818/к-н.